# Dallas Mavericks
Dallas Mavericks er et amerikansk basketballhold fra Dallas i Texas. Holdet blev stiftet i 1980 og spiller i NBA-ligaen. Holdet nåede i 2006 frem til finalerne, hvor de blev besejret af Miami Heat. Pudsigt nok blev finalen i 2011 også mod Miami, hvor Mavericks vandt NBA-mesterskabet.

## Kendte spillere
- Dirk Nowitzki
- Jason Kidd
- Keith van Horn
- Tyson Chandler
- Vince Carter
- Peja Stojakovic
- Jason Terry
- Shawn Marion
- J.J. Barea
- Corey Brewer
- Steve Novak
- Luka Dončić
- Kristaps Porziņģis